# Aeroportul Immokalee
Aeroportul Immokalee (IATA: IMM, ICAO: KIMM, FAA LID: IMM) este un aeroport din Florida, Statele Unite ale Americii ce deservește zona Immokalee⁠(d). A fost numit după zona deservită.
Situat la o altitudine de 11 m, aeroportul dispune de 2 piste.

## Infrastructură

### Piste
Aeroportul dispune de 2 piste. Pista 09/27 are suprafața de asfalt și dimensiunile 5.000 picioare × 100 picioare. Pista 18/36 are suprafața de asfalt și dimensiunile 5.000 picioare × 150 picioare. 